# Англо-японский договор о торговле и мореплавании
Англо-японский договор о торговле и мореплавании (англ. Anglo-Japanese Treaty of Commerce and Navigatio) (яп. 日英通商航海条約) — документ, подписанный Великобританией и Японией 16 июля 1894 года, ознаменовавший конец неравноправных договоров и системы экстерриториальности в Японии. Договор вступил в силу 17 июля 1899 года.
С этого дня британские подданные в Японии подчинялись японским законам, а не британским. С этой даты прекратилась юрисдикция Верховного суда Великобритании в отношении Китая и Японии, подведомственного ему британского суда в отношении Японии и консульских судов в каждом договорном порту, за исключением незавершенных дел, рассмотрение которых было разрешено. С этого момента британские подданные перешли под юрисдикцию японских судов. 
Другие страны вскоре последовали их примеру, и система отдельных законов, которая регулировала всех иностранцев, которые были обязаны проживать в договорных портах, была отменена.
Копию договора можно найти в базе данных договоров министерства иностранных дел.
Договор был подписан в Лондоне Джоном Вудхаузом, 1-м графом Кимберли от Великобритании и виконтом Аоки Сюдзо от Японии. Этот договор был необходимым для заключения англо-японского союза 1902 года, поскольку союз не может быть заключен между неравноправными договаривающимися сторонами. Одним из важных участников переговоров, приведших к заключению договора, был министр Хью Фрейзер, который умер в Токио примерно за месяц до заключения договора. Другим был Джон Харингтон Габбинс .